# Fußball-Club Gelsenkirchen-Schalke 04 1975-1976
Questa voce raccoglie le informazioni riguardanti il Fußball-Club Gelsenkirchen-Schalke 04 nelle competizioni ufficiali della stagione 1975-1976.

## Stagione
Nella stagione 1975-1976 il Schalke, allenato da Max Merkel e Friedel Rausch, concluse il campionato di Bundesliga al 6º posto. In Coppa di Germania il Schalke fu eliminato al terzo turno dall'Eintracht Braunschweig.

## Rosa
| N. |                     | Ruolo | Calciatore        |
| -- | ------------------- | ----- | ----------------- |
|    | Serbia (bandiera)   | P     | Dragan Mutibarić  |
|    | Germania (bandiera) | P     | Norbert Nigbur    |
|    | Germania (bandiera) | D     | Hans-Günter Bruns |
|    | Germania (bandiera) | D     | Klaus Fichtel     |
|    | Germania (bandiera) | D     | Helmut Kremers    |
|    | Germania (bandiera) | D     | Rolf Rüssmann     |
|    | Germania (bandiera) | D     | Peter Schellhase  |
|    | Germania (bandiera) | D     | Mathias Schipper  |
|    | Germania (bandiera) | D     | Rudolf Schonhoff  |
|    | Germania (bandiera) | D     | Friedhelm Schütte |
|    | Germania (bandiera) | D     | Jürgen Sobieray   |
|    | Germania (bandiera) | D     | Bernd Thiele      |

| N. |                     | Ruolo | Calciatore           |
| -- | ------------------- | ----- | -------------------- |
|    | Germania (bandiera) | D     | Ulrich van den Berg  |
|    | Germania (bandiera) | C     | Uli Bittcher         |
|    | Germania (bandiera) | C     | Hans Bongartz        |
|    | Germania (bandiera) | C     | Manfred Dubski       |
|    | Germania (bandiera) | C     | Hans-Jürgen Gede     |
|    | Germania (bandiera) | C     | Herbert Lütkebohmert |
|    | Slovenia (bandiera) | C     | Branko Oblak         |
|    | Germania (bandiera) | A     | Rüdiger Abramczik    |
|    | Germania (bandiera) | A     | Klaus Fischer        |
|    | Germania (bandiera) | A     | Erwin Kremers        |
|    | Germania (bandiera) | A     | Stan Libuda          |
|    | Germania (bandiera) | A     | Detlev Rohn          |

## Organigramma societario
Area tecnica
- Allenatore: Friedel Rausch
- Allenatore in seconda: Uli Maslo
- Preparatore dei portieri:
- Preparatori atletici:

## Calciomercato

### Sessione estiva
| Acquisti | Acquisti         | Acquisti              | Acquisti |
| R.       | Nome             | da                    | Modalità |
| -------- | ---------------- | --------------------- | -------- |
| C        | Hans-Jürgen Gede | Schalke 04 (juniores) |          |
| P        | Dragan Mutibarić | Vardar                |          |
| C        | Branko Oblak     | Hajduk Spalato        |          |

| Cessioni | Cessioni       | Cessioni        | Cessioni |
| R.       | Nome           | a               | Modalità |
| -------- | -------------- | --------------- | -------- |
| A        | Norbert Elgert | Westfalia Herne |          |
| C        | Rainer Budde   | Wuppertal       |          |
| P        | Peter Endrulat | Erkenschwick    |          |
| D        | Hartmut Huhse  | Rot-Weiss Essen |          |
| C        | Klaus Scheer   | Kaiserslautern  |          |

### Sessione invernale
| Acquisti | Acquisti | Acquisti | Acquisti |
| R.       | Nome     | da       | Modalità |
| -------- | -------- | -------- | -------- |

| Cessioni | Cessioni | Cessioni | Cessioni |
| R.       | Nome     | a        | Modalità |
| -------- | -------- | -------- | -------- |

## Risultati

### Bundesliga

#### Girone di andata
| Arbitro: | Gabor |

|                                           |           |             |
| Sperlich 40’, 42’ Kaltz 56’ Bjørnmose 80’ | Marcatori | 24’ Fischer |

| Arbitro: | Frickel |

|                                                |           |             |
| Fischer 26’, 56’ Sobieray 40’, 63’ Kremers 55’ | Marcatori | 70’ Bregman |

| Essen 23 agosto 1975, ore 15:30 CET 3ª giornata | Rot-Weiss Essen | 0 – 0 referto | Schalke 04 | Georg-Melches-Stadion (33 000 spett.)\| Arbitro: \| Aldinger \| |
| Arbitro:                                        | Aldinger        |               |            |                                                                 |

| Arbitro: | Berner |

|             |           |                   |
| Fischer 83’ | Marcatori | 55’ (rig.) Lameck |

| Arbitro: | Redelfs |

|                       |           |             |
| Wenzel 23’ Lorenz 80’ | Marcatori | 34’ Fischer |

| Arbitro: | Roth |

|                          |           |                          |
| Sobieray 25’ Kremers 68’ | Marcatori | 36’ Rummenigge 86’ Zobel |

| Arbitro: | Linn |

|                      |           |             |
| Kostedde 6’ Beer 20’ | Marcatori | 48’ Fischer |

| Arbitro: | Haselberger |

|                                                                  |           |              |
| Fischer 38’ (rig.) Bongartz 49’ Kremers 52’ Thiele 56’ Bruns 79’ | Marcatori | 27’ Dremmler |

| Arbitro: | Quindeau |

|                               |           |                  |
| Kremers 55’ (aut.) Krauth 68’ | Marcatori | 10’, 15’ Fischer |

| Arbitro: | Dreher |

|                                           |           |                     |
| Kremers 11’ Bongartz 17’, 57’ Kremers 74’ | Marcatori | 18’ Weist 85’ Röber |

| Arbitro: | Riegg |

|                                     |           |                              |
| Köstner 36’, 67’ (rig.) Raschid 60’ | Marcatori | 65’ Lütkebohmert 75’ Kremers |

| Arbitro: | Aldinger |

|                        |           |  |
| Thiele 21’ Fischer 29’ | Marcatori |  |

| Arbitro: | Quindeau |

|                                      |           |          |
| Fischer 30’ Bongartz 67’ Kremers 69’ | Marcatori | 26’ Löhr |

| Arbitro: | Engel |

|            |           |                  |
| Janzon 42’ | Marcatori | 73’ Lütkebohmert |

| Arbitro: | Frickel |

|                          |           |                 |
| Bongartz 61’ Fichtel 82’ | Marcatori | 49’, 87’ Jensen |

| Arbitro: | Walz |

|            |           |             |
| Hayduk 28’ | Marcatori | 54’ Kremers |

| Arbitro: | Horstmann |

|                          |           |                       |
| Fischer 52’ Bongartz 79’ | Marcatori | 5’ Sandberg 86’ Diehl |

#### Girone di ritorno
| Arbitro: | Linn |

|  |           |                     |
|  | Marcatori | 49’ (aut.) Sobieray |

| Arbitro: | Ohmsen |

|            |           |                               |
| Büssers 6’ | Marcatori | 34’, 60’ Fischer 81’ Bongartz |

| Arbitro: | Gabor |

|                                                          |           |                  |
| Fichtel 3’ (rig.) Kremers 48’ Oblak 50’ Fischer 52’, 57’ | Marcatori | 11’ (aut.) Bruns |

| Arbitro: | Walther |

|               |           |                                                       |
| Pochstein 88’ | Marcatori | 35’ Kremers 51’ Bongartz 71’ Lütkebohmert 74’ Fischer |

| Arbitro: | Schröder |

|                         |           |                                     |
| Kremers 18’ Fischer 29’ | Marcatori | 50’, 81’ Hölzenbein 55’, 61’ Wenzel |

| Arbitro: | Redelfs |

|                                                 |           |                       |
| Kapellmann 26’ Dürnberger 37’ Müller 40’ (rig.) | Marcatori | 50’ Gede 62’ Sobieray |

| Arbitro: | Quindeau |

|                      |           |                   |
| Gede 44’ Fischer 52’ | Marcatori | 57’ Grau 68’ Beer |

| Arbitro: | Walz |

|                                         |           |               |
| Frank 41’, 57’, 77’ Sobieray 89’ (aut.) | Marcatori | 38’ Abramczik |

| Arbitro: | Antz |

|                                                      |           |                    |
| Fischer 18’, 26’, 37’, 79’ Abramczik 61’ Kremers 70’ | Marcatori | 39’, 81’ Schäffner |

| Arbitro: | Frickel |

|          |           |             |
| Röber 4’ | Marcatori | 83’ Fichtel |

| Arbitro: | Schmoock |

|                                                           |           |             |
| Kremers 27’ Fischer 39’, 89’ Fichtel 75’ (rig.) Oblak 79’ | Marcatori | 65’ Raschid |

| Arbitro: | Walther |

|              |           |                  |
| Mattsson 71’ | Marcatori | 36’, 44’ Fischer |

| Arbitro: | Walz |

|                        |           |             |
| Müller 39’ Overath 65’ | Marcatori | 27’ Fischer |

| Arbitro: | Antz |

|             |           |                  |
| Kremers 43’ | Marcatori | 27’ Blechschmidt |

| Arbitro: | Eschweiler |

|  |           |                  |
|  | Marcatori | 44’, 74’ Kremers |

| Arbitro: | Dreher |

|              |           |                        |
| Sobieray 46’ | Marcatori | 24’ Damjanoff 29’ Holz |

| Arbitro: | Waltert |

|             |           |                                       |
| Schwarz 74’ | Marcatori | 51’ Fischer 57’ Kremers 87’ Abramczik |

### Coppa di Germania
| Arbitro: | Lutz |

|  |           |                                                                     |
|  | Marcatori | 30’, 50’, 73’ (rig.) Fischer 55’ Kremers 75’ Sobieray 79’ Abramczik |

| Arbitro: | Klauser |

|                         |           |           |
| Bongartz 21’ Dubski 27’ | Marcatori | 47’ Hartl |

| Arbitro: | Schmoock |

|            |           |                |
| Kremers 6’ | Marcatori | 13’, 25’ Frank |

## Statistiche

### Statistiche di squadra
| Competizione      | Punti | In casa | In casa | In casa | In casa | In casa | In casa | In trasferta | In trasferta | In trasferta | In trasferta | In trasferta | In trasferta | Totale | Totale | Totale | Totale | Totale | Totale | DR  |
| Competizione      | Punti | G       | V       | N       | P       | Gf      | Gs      | G            | V            | N            | P            | Gf           | Gs           | G      | V      | N      | P      | Gf     | Gs     | DR  |
| ----------------- | ----- | ------- | ------- | ------- | ------- | ------- | ------- | ------------ | ------------ | ------------ | ------------ | ------------ | ------------ | ------ | ------ | ------ | ------ | ------ | ------ | --- |
| Bundesliga        | 37    | 17      | 8       | 6       | 3       | 48      | 26      | 17           | 5            | 5            | 7            | 28           | 29           | 34     | 13     | 11     | 10     | 76     | 55     | +21 |
| Coppa di Germania | -     | 2       | 1       | 0       | 1       | 3       | 3       | 1            | 1            | 0            | 0            | 6            | 0            | 3      | 2      | 0      | 1      | 9      | 3      | +6  |
| Totale            | 37    | 19      | 9       | 6       | 4       | 51      | 29      | 18           | 6            | 5            | 7            | 34           | 29           | 37     | 15     | 11     | 11     | 85     | 58     | +27 |

### Andamento in campionato
| Giornata  | 1  | 2 | 3 | 4 | 5  | 6  | 7  | 8  | 9  | 10 | 11 | 12 | 13 | 14 | 15 | 16 | 17 | 18 | 19 | 20 | 21 | 22 | 23 | 24 | 25 | 26 | 27 | 28 | 29 | 30 | 31 | 32 | 33 | 34 |
| --------- | -- | - | - | - | -- | -- | -- | -- | -- | -- | -- | -- | -- | -- | -- | -- | -- | -- | -- | -- | -- | -- | -- | -- | -- | -- | -- | -- | -- | -- | -- | -- | -- | -- |
| Luogo     | T  | C | T | C | T  | C  | T  | C  | T  | C  | T  | C  | C  | T  | C  | T  | C  | C  | T  | C  | T  | C  | T  | C  | T  | C  | T  | C  | T  | T  | C  | T  | C  | T  |
| Risultato | P  | V | N | N | P  | N  | P  | V  | N  | V  | P  | V  | V  | N  | N  | N  | N  | P  | V  | V  | V  | P  | P  | N  | P  | V  | N  | V  | V  | P  | N  | V  | P  | V  |
| Posizione | 17 | 8 | 7 | 7 | 11 | 10 | 13 | 10 | 10 | 7  | 10 | 7  | 5  | 6  | 6  | 6  | 6  | 9  | 7  | 4  | 4  | 6  | 8  | 7  | 10 | 8  | 9  | 8  | 6  | 7  | 7  | 7  | 7  | 6  |

Legenda:

Luogo: C = Casa; T = Trasferta. Risultato: V = Vittoria; N = Pareggio; P = Sconfitta.

### Statistiche dei giocatori
| Giocatore       | Bundesliga | Bundesliga | Bundesliga  | Bundesliga | Coppa di Germania | Coppa di Germania | Coppa di Germania | Coppa di Germania | Totale   | Totale | Totale      | Totale     |
| Giocatore       | Presenze   | Reti       | Ammonizioni | Espulsioni | Presenze          | Reti              | Ammonizioni       | Espulsioni        | Presenze | Reti   | Ammonizioni | Espulsioni |
| --------------- | ---------- | ---------- | ----------- | ---------- | ----------------- | ----------------- | ----------------- | ----------------- | -------- | ------ | ----------- | ---------- |
| R. Abramczik    | 26         | 3          | 1           | 0          | 2                 | 1                 | 0                 | 0                 | 28       | 4      | 1           | 0          |
| U. Bittcher     | 2          | 0          | 0           | 0          | 0                 | 0                 | 0                 | 0                 | 2        | 0      | 0           | 0          |
| H. Bongartz     | 32         | 8          | 1           | 0          | 3                 | 1                 | 1                 | 0                 | 35       | 9      | 2           | 0          |
| H. Bruns        | 18         | 1          | 1           | 0          | 1                 | 0                 | 0                 | 0                 | 19       | 1      | 1           | 0          |
| M. Dubski       | 28         | 0          | 1           | 0          | 1                 | 1                 | 0                 | 0                 | 29       | 1      | 1           | 0          |
| N. Elgert       | 3          | 0          | 0           | 0          | 1                 | 0                 | 0                 | 0                 | 4        | 0      | 0           | 0          |
| K. Fichtel      | 32         | 4          | 2           | 0          | 3                 | 0                 | 0                 | 0                 | 35       | 4      | 2           | 0          |
| K. Fischer      | 34         | 29         | 2           | 0          | 3                 | 3                 | 0                 | 0                 | 37       | 32     | 2           | 0          |
| H. Gede         | 14         | 2          | 2           | 0          | 0                 | 0                 | 0                 | 0                 | 14       | 2      | 2           | 0          |
| E. Kremers      | 32         | 11         | 4           | 0          | 3                 | 0                 | 0                 | 0                 | 35       | 11     | 4           | 0          |
| H. Kremers      | 24         | 6          | 1           | 0          | 3                 | 2                 | 0                 | 0                 | 27       | 8      | 1           | 0          |
| S. Libuda       | 0          | 0          | 0           | 0          | 0                 | 0                 | 0                 | 0                 | 0        | 0      | 0           | 0          |
| H. Lütkebohmert | 29         | 3          | 3           | 0          | 3                 | 0                 | 0                 | 0                 | 32       | 3      | 3           | 0          |
| D. Mutibarić    | 2          | 0          | 0           | 0          | 1                 | 0                 | 0                 | 0                 | 3        | 0      | 0           | 0          |
| N. Nigbur       | 33         | 0          | 0           | 0          | 2                 | 0                 | 0                 | 0                 | 35       | 0      | 0           | 0          |
| B. Oblak        | 21         | 2          | 1           | 0          | 1                 | 0                 | 0                 | 0                 | 22       | 2      | 1           | 0          |
| D. Rohn         | 0          | 0          | 0           | 0          | 0                 | 0                 | 0                 | 0                 | 0        | 0      | 0           | 0          |
| R. Rüssmann     | 21         | 0          | 2           | 0          | 2                 | 0                 | 0                 | 0                 | 23       | 0      | 2           | 0          |
| P. Schellhase   | 0          | 0          | 0           | 0          | 0                 | 0                 | 0                 | 0                 | 0        | 0      | 0           | 0          |
| M. Schipper     | 1          | 0          | 0           | 0          | 0                 | 0                 | 0                 | 0                 | 1        | 0      | 0           | 0          |
| R. Schonhoff    | 2          | 0          | 0           | 0          | 0                 | 0                 | 0                 | 0                 | 2        | 0      | 0           | 0          |
| F. Schütte      | 1          | 0          | 0           | 0          | 0                 | 0                 | 0                 | 0                 | 1        | 0      | 0           | 0          |
| J. Sobieray     | 34         | 5          | 2           | 0          | 3                 | 1                 | 0                 | 0                 | 37       | 6      | 2           | 0          |
| B. Thiele       | 27         | 2          | 8           | 0          | 3                 | 0                 | 0                 | 0                 | 30       | 2      | 8           | 0          |
| U. van den Berg | 4          | 0          | 0           | 0          | 1                 | 0                 | 0                 | 0                 | 5        | 0      | 0           | 0          |